# Du bist nicht allein – Die Roy Black Story
Du bist nicht allein – Die Roy Black Story ist ein deutscher Fernsehfilm aus dem Jahr 1996. Der von den Sendern RTL und Premiere produzierte Film wurde am 9. Oktober 1996 auf Premiere erstausgestrahlt und erschien 1998 auf Video. Du bist nicht allein ist zugleich der Name eines von Roy Black im Jahre 1965 veröffentlichten erfolgreichen deutschen Schlagers.

## Kurzbeschreibung
Gerhard Höllerich, den seine Freunde Blacky nennen, ist Sänger einer wenig bekannten Augsburger Rockgruppe. Doch angeleitet von der Plattenindustrie beginnt er als Roy Black eine Solokarriere und singt sich mit romantischen Schlagern wie Ganz in Weiß in die Herzen eines vorwiegend weiblichen Millionenpublikums. Über Nacht ist er ein Star geworden, ein Idol der einsamen Herzen.
Doch der Rummel um seine Person setzt dem sensiblen Künstler mehr und mehr zu. Er fühlt sich ausgenutzt, da er dem Publikum etwas vorgaukeln muss, der Erfolg bleibt aus, er flüchtet sich in den Alkohol. Schließlich ist er ganz am Boden.
Doch dann scheint sich wieder alles zum Guten zu wenden. Roy Black startet ein erfolgreiches Comeback. Da ereilt ihn der Tod.

## Inhalt
Zu Beginn des Films, während des Vorspannes, sieht man, wie Roy Black in einem Krankenhaus zu einer Operation gefahren wird. Währenddessen wird sein Leben im Laufe der Zeit gezeigt.
1965: Roy Black singt mit seiner Rock-’n’-Roll-Band The Cannons in einer Augsburger Kneipe und wird vom vorwiegend weiblichen Publikum geliebt. Der Kölner Polydor-Chef Hans Bertram bemerkt den Sänger und lädt ihn zu Aufnahmen ins Studio ein. Dafür gibt er ihm zwei Fahrkarten und 300 DM. Dort bekommt er das Lied Du bist nicht allein, ein Schlager, der (laut der Roy-Black-Biographie Sweet Baby Mein – Roys junge Jahre) die Antwort auf Elvis Presleys Are you lonesome tonight sein soll. Roy lehnt ab, das Lied zu singen, da er ja Rock ’n’ Roller sei und mit den Cannons spielen wolle. Er wird aber von Bertram überredet und an die 300 DM erinnert. Unerwartet wird das Lied mehrmals im Radio gespielt, Roy ist zwar positiv überrascht, seine Stimme im Radio zu hören, sagt jedoch zu seiner Freundin: „Da spielen sie so einen Schmarn auch noch im Radio“. Bertram schickt Roy einen Scheck über 20.000 DM und lädt ihn hochlobend wieder ins Studio ein. Dort bekommt er seinen künftigen Nummer-1-Hit Ganz in Weiß, was er aber auch zunächst ablehnt („Das ist ja schon wieder so eine Schnulze“). Er singt den Song aber trotzdem. Es wird ein nachgespielter Videoclip zum Lied gezeigt und ein Fernsehauftritt in einem Studio, das im Stil der frühen ZDF-Hitparade gestaltet wurde (eigentlich unmöglich, da das Lied 1965 veröffentlicht wurde, die erste ZDF-Hitparade wurde jedoch 1969 ausgestrahlt.) Das Lied wird ein Hit und verkauft sich allein in Deutschland über eine Million Mal. Währenddessen sehen seine ehemaligen Bandkollegen den Auftritt und schämen sich dafür, dass der frühere Rocksänger jetzt zum Schlagersänger wurde.
Bei einem Fotoshooting lernt er das Fotomodell Silke Vagts kennen. Sie lernen sich näher auf Diskos und in seiner Fischerhütte kennen. Es gibt eine Szene in einer Disko, wo Silke in der Frauentoilette von weiblichen Roy Black-Fans angegriffen wird, dafür dass sie Roy Black ihnen weggenommen hat. Doch als sie in seinen Armen liegt, werden sie von Fotografen erwischt, die die Geschichte als Skandal veröffentlichen. Auch Bertram verbietet Roy die Treffen („Du gehörst nicht einer Frau, sondern allen.“) Danach versucht Roy, es Silke zu erklären und versucht, sich sanft von ihr zu trennen.
1967: Auf einem Flug nach London zum Beatles-Manager Brian Epstein, mit der Bertram eine Weltkarriere erreichen will, trifft Roy Black seine erste Liebe Nadine. Anstatt mit Bertram zu gehen, verbringt er die Zeit mit Nadine, die Hippie ist. Später wirft Bertram Roy Black es vor.
1969: Beim Vergnügen mit zwei Mädels wird Roy Black bewusst, dass er einen Fehler gemacht hat, sich von Silke zu trennen. Er fährt sofort in die BRAVO-Redaktion und entschuldigt sich, sie verzeiht ihm. Gemeinsam mit der Redaktion sehen sie die Mondlandung von Neil Armstrong.
In der nächsten Szene werden Dreharbeiten zu einer Abschiedszene aus dem Film Wenn du bei mir bist dargestellt, in dem Roy Black den Piloten Chris spielt, der sich in eine thailändische Prinzessin verliebt.
In der nächsten Szene singen Roy Black und Anita Hegerland in Musik aus Studio B und bei einem Videoclipdreh, das Lied Schön ist es auf der Welt zu sein. Im anschließenden Interview wird Roy nach Hochzeitsplänen gefragt, die er verneint. Hier fängt schon der Alkoholkonsum an und laut Bertram gehen langsam die Fans.
1972: Bei einem Auftritt in Cuxhaven ist der Saal nicht ganz voll. Die Verkaufszahlen der Roy Black-Platten gehen zurück. Bei einer Diskussion mit anderen Aufnahmeleitern von Polydor werden die immer schlechteren Platzierungen von Roy Black-Songs genannt, laut den Aufnahmeleitern ist Roy Black Out, Bertram verteidigt Roy zunächst und kommt auf einige Preise, wie „Krawattenmann 1972“ oder der „Bronzene Löwe“ von Radio Luxemburg zu sprechen, was die Aufnahmeleiter jedoch herzlich wenig interessiert. Die Aufnahme zum Lied Einsam ohne dich wird sogar unterbrochen. Später sagt Bertram, dass es aus und vorbei ist und er nicht mehr Roys Manager ist.
In den nächsten Szenen zeigt man einen Familienfilm. Roy Black heiratet dort Silke, sie bekommen einen Sohn, Thorsten. Sie ziehen zusammen.
1978: Bei einem späteren Auftritt lernt Roy seinen künftigen und letzten Manager Wolfgang Kaminsky kennen, mit dem er auf Tournee geht. Nach einem Auftritt hat er aber genug vom Showbusiness und will aufhören. Er wird von seinem Freund und Gitarristen Rüdiger nach Hause gefahren. Roy zieht sich zurück, hört Musik und nimmt Tabletten. Seine Bandkollegen muntern ihn auf, wieder Musik zu machen, vielleicht keine Schlager. Er ruft Kaminsky an und bittet ihn, Auftritte zu organisieren. Während eines Auftrittes kommt er betrunken auf die Bühne und wird ausgebuht. Hinter der Bühne bricht er zusammen und wird nach Hause gefahren. Er geht durch das Haus, aber es ist völlig leer. Silke hat ihn verlassen und auch das Kind mitgenommen. 
1984: Silke lässt sich von Roy Black scheiden. Er versucht, das mit seinem Sohn und Silke zu klären, es funktioniert nicht. Als er seinen Sohn von der Schule abholen will, distanziert sich dieser von ihm, auch deshalb weil Roy vor ihm zum Alkohol greift, schließlich holt Silke ihren Sohn ab und lässt Roy mit einem vorwurfsvollen Blick zurück. Roy trinkt Alkohol und nimmt Tabletten. Im letzten Moment brechen Kaminsky und Rüdiger die Tür auf und stellen den völlig benommenen Roy unter die Dusche. Roy bedankt sich bei Kaminsky und Rüdiger.  
1986: Roy tritt in einer Fernsehshow auf und singt sein Lied Wahnsinn. Es geht ihm sehr schlecht. Kaminsky schlägt vor, den Auftritt abzusagen, Roy will es aber machen. Während des Liedes bricht er zusammen und wird ins Herzklinikum geflogen. Hier kommt man auf die erste Szene des Films zurück. Als Roy Black bittet, ihm eine Sonnenbrille aufzusetzen, sagt er: „Ich will nicht das alles sehen“. Die Ärzte können sein Leben retten. Vor dem Krankenhaus warten die Fans sehnsüchtig auf Antwort, auch die Medien interessieren sich wieder für Roy Black. Ihm gelingt ein Comeback.
1987: Roy ist hinter den Kulissen und bereitet sich auf den Auftritt bei der Verleihung des bronzenen Löwen von Radio Luxemburg vor. Karl Spiehs gratuliert ihm noch mal und überreicht ihm ein Drehbuch für die erste Folge Ein Schloss am Wörthersee. Später auf der Bühne singt er das Lied Geträumt, die deutsche Version des Tommy-Seebach-Hits Endnu. Zum Schluss dankt er dem Publikum und sagt „Auf Wiedersehen“.
Der Film endet mit einer Aufnahme der Fischerhütte am Heldensteiner Silbersee und der Textzeile „Am 9. Oktober 1991 starb Roy Black“. Es existiert noch ein Auszug am Ende des Films, wo Roy Black in seinem letzten Interview erklärt, ein Buch über das schreiben zu wollen, was er denkt: „Ein Buch nicht des Sängers und Schauspielers Roy Black, sondern des Menschen Gerhard Höllerich“.

## Kritik
Hauptdarsteller Christoph Waltz, der im Film teilweise selbst singt, erhielt durchweg Lob für seine schauspielerische Darstellkunst.
Dem Film selbst wurde jedoch vielfach Übertreibung vorgeworfen. So kommentierte die Berliner Morgenpost: „Nur weil ein Sänger Black hieß und mit ‚Ganz in Weiß‘ zum Star wurde, hätte Regisseur Peter Keglevic nicht gleich zur krassen Schwarzweiß-Malerei greifen müssen.“
Das Lexikon des internationalen Films meinte: „Ein solide inszeniertes Melodram um das wechselvolle Leben des Schlagerstars, das in seiner Aussage letztlich zwar eher unverbindlich bleibt, vor allem durch den hervorragenden Hauptdarsteller einige beklemmende Akzente zu setzen versteht.“

## Auszeichnungen
Christoph Waltz erhielt bei den Baden-Badener Tagen des Fernsehspiels 1996 für seine Darstellung des Roy Black einen Sonderpreis für darstellerische Leistung. Die Laudatio hielt Jutta Speidel, die bereits mit dem echten Roy Black vor der Kamera stand, etwa in Grün ist die Heide. Im Folgejahr gewann Waltz den Bayerischen Fernsehpreis. Beim Fernsehpreis Goldener Löwe war der Film 1997 in den Kategorien „Beste Regie Fernsehfilm/Serie“ (Peter Keglevic) und „Bestes Szenenbild“ (Martin Schreiber) erfolgreich. Er war zudem in den Kategorien „Bester Fernsehfilm/Beste Miniserie“ und „Bester Fernsehfilm-Schauspieler“ (Christoph Waltz) nominiert.